# (Just Like) Starting Over
«(Just Like) Starting Over» — песня британского музыканта Джона Леннона из альбома Double Fantasy. Композиция была выпущена в качестве главного сингла пластинки 24 октября 1980 года (в Великобритании), с песней Йоко Оно «Kiss Kiss Kiss» на второй стороне. «(Just Like) Starting Over» возглавила американский и британский чарты после убийства Леннона (8 декабря 1980 года). Это был последний сингл музыканта, выпущенный при его жизни.

## Предыстория
«(Just Like) Starting Over» была первым синглом, выпущенным в поддержку альбома Double Fantasy, также она стала первой записью Леннона, выпущенной после его пятилетнего перерыва, на время которого артист покинул музыкальный бизнес. Композиция была выбрана Ленноном не потому, что он считал её лучшей вещью на пластинке, а потому, что она отражала его «рвение к музыке после пяти лет отсутствия в звукозаписывающем бизнесе». Во время студийных сессий он назвал её треком в духе «Элвиса / Орбисона», поскольку он «насмешливо» подражал их вокальным стилям; в начале версии песни выпущенной в 2010 году под заголовком «Stripped Down», Леннон говорит: «Это для Джина, Эдди, Элвиса… и Бадди».
Хотя Леннон давно работал над этой песней (её истоки начинались в незавершенных демоверсиях, таких как «Don’t Be Crazy» и «My Life»), она была одна из последних композиций, завершённых к сессиям Double Fantasy. «Мы ничего не знали о ней до последнего дня репетиций», — вспоминал продюсер Джек Дуглас в 2005 году. Леннон закончил песню во время отпуска на Бермудских островах и всего несколько недель спустя записал её на The Hit Factory в Нью-Йорке. Первоначально песня называлась «Starting Over», однако перед её релизом была добавлена приставка «(Just Like)» из-за сходства с композицией «Starting Over Again» Долли Партон, которая несколькими месяцами ранее возглавила американский чарт.
В то время как продолжительность песни, выпущенной на коммерческих носителях (сингл со скоростью вращения 45 об / мин, пластинка и компакт-диск) составляет 3 минуты и 54 секунды, рекламный 12-дюймовый виниловый сингл, первоначально выпущенный для радиостанций, отличался более длительным хронометражем из-за более долгой коды (когда стихает мелодия). Его официальная продолжительность составляет 4 минуты 17 секунд.
Музыковед Уолтер Эверетт отметил мелодическое сходство между частью песни и синглом The Beach Boys «Don’t Worry Baby» (1964).

## Выпуск
Песня стала самым большим сольным хитом Леннона в США, возглавляя местный чарт в течение пяти недель. До того, как Леннон был застрелен в Нью-Йорке 8 декабря 1980 года, она располагалась на 6-й строчке хит-парада. Однако, добралась до его вершины 27 декабря. Журнал Billboard поставил её на 4-е место среди лучших песен 1981 года. Песня также возглавила хит-парад Cashbox Top 100.
На родине музыканта песня добралась до 8-й строчки местного чарта, вскоре опустившись на 21-е. Однако, после трагических событий она также возглавила хит-парад, сместив с вершины рождественскую композицию «There’s No One Quite Like Grandma» детского хора St Winifred’s School Choir. К 6 января 1981 года три песни Леннона входили в пятерку лучших британского чарта UK Singles Chart. Этот рекорд удерживался в течение 35 лет, в январе 2016 года его смог превзойти Джастин Бибер.
Журнал Billboard назвал «(Just Like) Starting Over» «быстрой рок-композицией со свежим звуком», восхваляя «неотразимую мелодию и текст», «исключительный ритм», а также вокальное исполнение Леннона.
В 2013 году редакция журнала Billboard поставила песню на 62-е место среди самых популярных хитов всех времён чарта Billboard Hot 100.
8 октября 2010 года, к 70-летию Леннона, на платформе iTunes появились обновлённые версии альбомов музыканта и бесплатный трек — ремикс 2010 года песни «(Just Like) Starting Over».

## Чарты и сертификация
| Чарт (1980-81)                  | Высшая позиция |
| ------------------------------- | -------------- |
| Австралия (Kent Music Report)   | 1              |
| Австрия (Ö3 Austria Top 40)     | 1              |
| Бельгия/Фландрия (Ultratop 50)  | 6              |
| Canadian RPM Top Singles        | 1              |
| French Singles Chart            | 9              |
| Finnish Singles Chart           | 16             |
| Германия (GfK)                  | 4              |
| Ирландия (IRMA)                 | 1              |
| Italy (Musica e Dischi)         | 8              |
| Нидерланды (Dutch Top 40)       | 8              |
| Нидерланды (Single Top 100)     | 14             |
| New Zealand Top 40              | 2              |
| Норвегия (VG-lista)             | 2              |
| Spanish Singles Chart           | 1              |
| South Africa (Springbok)        | 4              |
| Швеция (Sverigetopplistan)      | 3              |
| Швейцария (Schweizer Hitparade) | 1              |
| UK Singles Chart                | 1              |
| США (Billboard Hot 100)         | 1              |
| US Billboard Adult Contemporary | 17             |

| Чарт (1980)   | Позиция |
| ------------- | ------- |
| Australia     | 84      |
| U.S. Cash Box | 57      |

| Чарт (1981)            | Позиция |
| ---------------------- | ------- |
| Australia              | 18      |
| Canada                 | 21      |
| Italy                  | 29      |
| New Zealand            | 32      |
| U.S. Billboard Hot 100 | 4       |

| Чарт (1958—2013)     | Место |
| -------------------- | ----- |
| US Billboard Hot 100 | 68    |

### Сертификация
| Регион | Сертификация | Продажи |
| --- | ------------ | ------- |
| Япония (RIAJ) · 1997 release                                                                                             | Золотой      | 50 000^ |
| Новая Зеландия (RMNZ) | Золотой      | 10 000* |
| * Данные о продажах приведены только на основе сертификации. ^ Данные о тиражах приведены только на основе сертификации. |              |         |